# Sevens
Sevens — седьмой студийный альбом американского кантри-певца Гарта Брукса, выпущенный 25 ноября 1997 г и достигший 1-го места в американском хит-параде Billboard 200, став в нём 5-м (четвёртым студийным) для Брукса чарттоппером (где лидировал 5 недель). Он также возглавил кантри-чарты Великобритании, Канады и США (Top Country Albums). Дуэт Гарта Брукса вместе с Триша Йервуд за песню «In Another’s Eyes» получил престижную награду Grammy Award for Best Country Collaboration with Vocals за лучшее совместное кантри-исполнение с вокалом на 40-й церемонии «Грэмми». Альбом Sevens был номинирован в категории Best Country Album на церемонии Grammy в следующем году. В списке лучших альбомов десятилетия 90-х гг диск занял 42-е место.
После несколько неудачного предыдущего альбома (Fresh Horses), новый альбом вернул Гарту Бруксу статус суперзвезды.

## Список композиций
1. «Longneck Bottle» (Rick Carnes, Steve Wariner) — 2:15
2. «How You Ever Gonna Know» (Kent Blazy, Garth Brooks) — 3:35
3. «She's Gonna Make It» (Blazy, Kim Williams, Brooks) — 2:45
4. «I Don’t Have to Wonder» (Shawn Camp, Taylor Dunn) — 3:04
5. «Two Piña Coladas» (Camp, Benita Hill, Sandy Manson) — 3:34
6. «Cowboy Cadillac» (Bryan Kennedy, Brooks) — 2:50
7. «Fit for a King» (Jim Rushing, Carl Jackson) — 3:58
8. «Do What You Gotta Do» (Pat Flynn) — 2:57
9. «You Move Me» (Gordon Kennedy, Pierce Pettis) — 4:34
10. «In Another's Eyes» (Bobby Wood, John Peppard, Brooks) — 3:33
  - дуэт вместе с Триша Йервуд
11. «When There’s No One Around» (Tim O’Brien, Darrell Scott) — 3:33
12. «A Friend to Me» (Victoria Shaw, Brooks) — 3:05
13. «Take The Keys to My Heart» (Hill, Pam Wolfe, Tommy Smith) — 2:31
14. «Belleau Wood» (Joe Henry, Brooks) — 3:29

## Участники записи
По данным заметок на альбоме
- Гарт Брукс — вокал
- Susan Ashton — бэк-вокал («She’s Gonna Make It», «You Move Me»)
- Sam Bacco — перкуссия («You Move Me», «Belleau Wood»), конгас («She’s Gonna Make It»)
- Bruce Bouton — гитара
- Sam Bush — бэк-вокал («Do What You Gotta Do»), мандолина («Do What You Gotta Do», «When There’s No One Around»)
- Shawn Camp — гитара («Two Piña Coladas»)
- Mark Casstevens — гитара
- Mike Chapman — бас-гитара
- John Cowan — бэк-вокал («Do What You Gotta Do»)
- Béla Fleck — банджо
- Pat Flynn — гитара («Do What You Gotta Do»)
- Kevin Grant — бас-гитара («Fit for a King»)
- Rob Hajacos — скрипка
- Randy Hardison — ударные («Fit for a King»)
- Lona Heid — бэк-вокал («Fit for a King»)
- Randy Howard — скрипка(«Fit for a King»)
- Carl Jackson — гитара, бэк-вокал («Fit for a King»)
- Chris Leuzinger — электрогитара, nylon string guitar
- Steve McClure — гитары
- Jimmy Mattingly — акустическая гитара
- Edgar Meyer — бас-гитара («Belleau Wood»)
- Debbie Nims — акустическая гитара, мандолина, бэк-вокал
- Jim Ed Norman — аранжировка струнных, дирижёр
- Mike Palmer — ударные, перкуссия
- Al Perkins — добро («Fit for a King»)
- Milton Sledge — ударные, перкуссия
- Catherine Styron — фортепиано(«Fit for a King»)
- Steve Wariner — гитара («Longneck Bottle»)
- Bobby Wood — фортепиано, клавишные
- Trisha Yearwood — вокал в дуэте на «In Another’s Eyes»
- Nashville String Machine — струнные

«The Ordinaires» в песне «How You Ever Gonna Know»: Bobby Wood, Allen Reynolds, Garth Brooks
Хор в песне «I Don’t Have to Wonder»: Kathy Chiavola, Vicki Hampton, Susan Ashton, Триша Йервуд, Robert Bailey, Yvonne Hodges
бэк-вокал в песни «Two Piña Coladas»: Dorothy «The Birthday Girl» Robinson, Charles Green, Matt Lindsey, Sandy Mason, Shawn Camp, Big Al, Double «D», «Sam the Man» Duczer, Garth Brooks
Струнная секция в исполнении Nashville String Machine; дирижёр и аранжировщик Jim Ed Norman.

## Позиции в чартах
Альбом Sevens достиг первого места в американском хит-параде Billboard 200) и лидировал там 5 недель (3 недели в 1997 году и 2 недели в 1998), став 5-м (четвёртым студийным) для Брукса чарттоппером в главном хит-параде США. В кантри-чарте Top Country Albums альбом стал 7-м лидером в карьере певца. Также он стал и лучшим кантри-альбомом 1998 года (и в целом № 3 в общем годовом чарте Billboard 200).
| Чарты (1997)                      | Высшая позиция |
| --------------------------------- | -------------- |
| Australian Albums Chart           | 20             |
| Canadian RPM Country Albums       | 1              |
| Canadian RPM Top Albums           | 3              |
| Spanish Albums Chart              | 40             |
| Swiss Albums Chart                | 38             |
| UK Albums Chart                   | 34             |
| U.S. Billboard 200                | 1              |
| U.S. Billboard Top Country Albums | 1              |

| Страна    | Продавец | Сертификации  |
| --------- | -------- | ------------- |
| Австралия | ARIA     | Platinum      |
| Канада    | CRIA     | 5 x platinum  |
| США       | RIAA     | 10 x Platinum |

### Чарты десятилетия
| Чарт (1990—1999)   | Позиция |
| ------------------ | ------- |
| U.S. Billboard 200 | 42      |